# Euro in Montenegro
     Zona euro
     UE appartenenti agli AEC II
     UE appartenenti agli AEC II con deroga
     UE non appartenenti agli AEC II
     Non UE che usano bilateralmente l'euro
     Non UE che usano unilateralmente l'euro
Il Montenegro ha adottato unilateralmente l'euro pur senza far parte dell'Eurozona e dell'Unione europea, per la quale però ha iniziato il processo di adesione.
L'adozione dell'euro avvenne nel 2002, quando la valuta comune europea prese il posto del marco tedesco che veniva utilizzato de facto dal 1996. Nel 1996 la piccola nazione ex jugoslava (a quel tempo ancora parte della Jugoslavia, o di quello che ne restava dopo le guerre jugoslave) adottò unilateralmente il marco tedesco per timore che Slobodan Milošević, allora presidente serbo, usasse l'arma valutaria per destabilizzare il territorio montenegrino.
L'Unione europea e la Banca centrale europea hanno più volte rimarcato che l'adozione unilaterale dell'euro da parte di uno Stato non è compatibile con i trattati, che prevedono l'essere membro dell'UE e un tempo di almeno due anni trascorso negli accordi europei di cambio. Tuttavia, fin dal 1999, nessuna di queste istituzioni europee ha mosso passi ufficiali contro l'utilizzo dell'euro nel Paese balcanico; ancora meno probabile appare oggi qualunque passo in questo senso, dato il continuo cammino di avvicinamento del Montenegro all'Unione Europea.
Il Montenegro non è rappresentato negli organi della BCE e non conia propri euro, perciò non esistono sue facce monetarie nazionali. 
Oltre al Montenegro anche il Kosovo usa l'euro senza alcun accordo formale con l'Unione Europea.